# قرار مجلس الأمن التابع للأمم المتحدة رقم 1650
قرار مجلس الأمن التابع للأمم المتحدة رقم 1650، الذي تم تبنيه بالإجماع في 21 ديسمبر 2005، بعد التذكير بالقرار 1545 (2004) بشأن الوضع في بوروندي، مدد المجلس ولاية عملية الأمم المتحدة في بوروندي حتى 1 يوليو 2006.

## القرار

### أعمال
وبموجب الفصل السابع من ميثاق الأمم المتحدة، مدد مجلس الأمن ولاية عملية الأمم المتحدة في بوروندي ورحب بالمناقشات بين الأمين العام كوفي عنان والحكومة البوروندية بشأن فك الارتباط التدريجي لوجود الأمم المتحدة.
أذن النص بالنشر المؤقت للأفراد العسكريين وأفراد الشرطة المدنية بين عملية الأمم المتحدة في بوروندي وبعثة الأمم المتحدة في جمهورية الكونغو الديمقراطية، ويطلب من الأمين العام أن يبدأ المناقشات مع البلدان المساهمة بقوات في تلك البعثات بشأن شروط إعادة الانتشار.
في غضون ذلك، تم حث الحكومة البوروندية على الانتهاء من عملية نزع السلاح والتسريح وإعادة الإدماج، ورحب باستعدادها لإبرام اتفاق مع باليبيهوتو. وثار القلق إزاء التقارير الواردة عن انتهاكات حقوق الإنسان، ودُعيت المنظمات الدولية إلى مواصلة تقديم المساعدة لتنمية بوروندي.

## روابط خارجية
- نص القرار في undocs.org